# École de voile

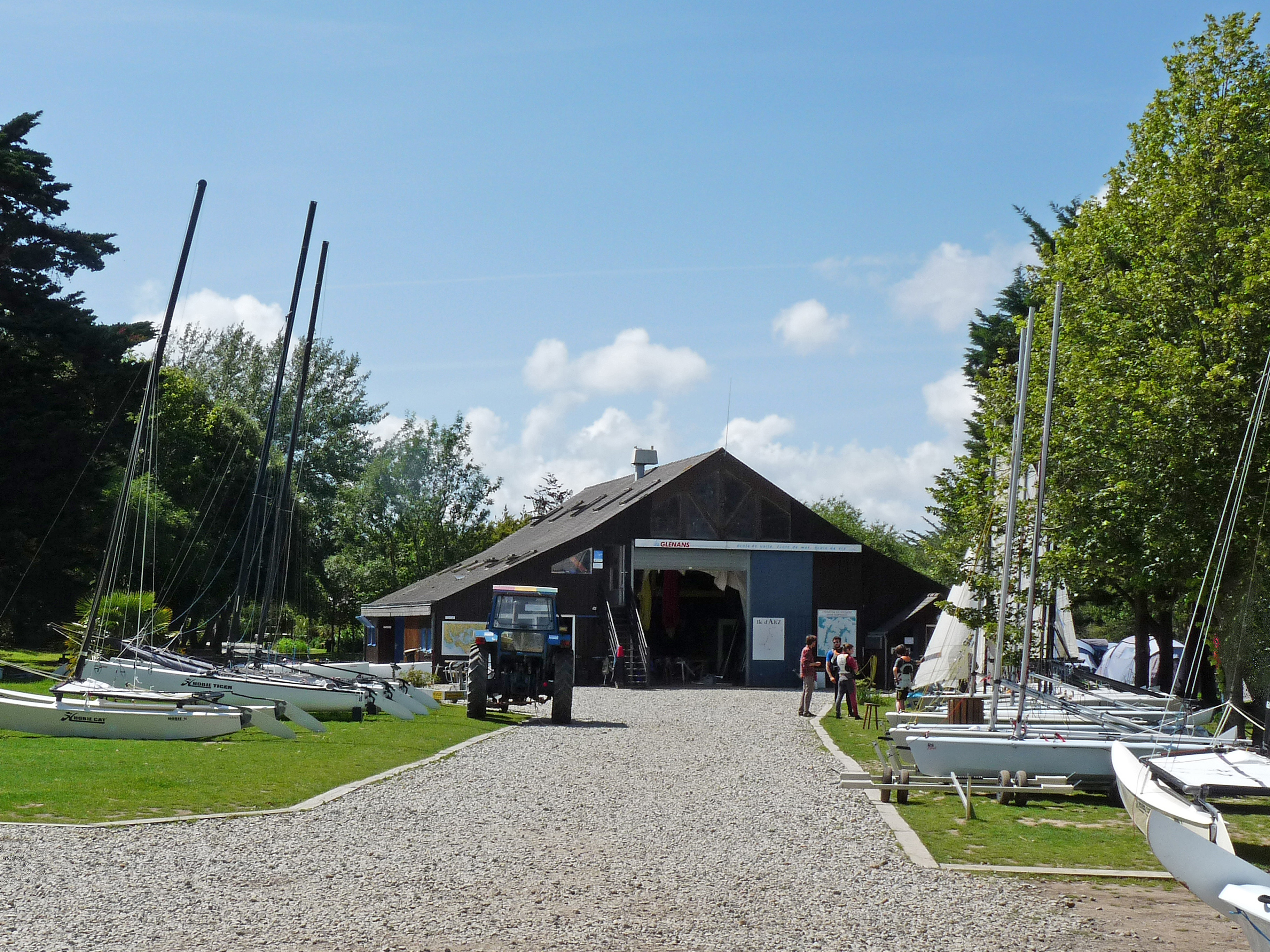
Centre des Glénans sur l'Île d'Arz, une des plus grandes écoles de voile en Europe.

Une école de voile est un établissement sportif enseignant la voile. 

## Fonctionnement
Les écoles de voile peuvent proposer des cours ou des stages, pour enfants et adultes, ainsi que des programmes de préparation à la compétition. Elles peuvent être intégrés à des clubs nautiques.
L’activité principale est l’enseignement de la navigation à voile sur des bateaux adaptés , mais les activités proposées peuvent aussi inclure le kayak de mer, le char à voile ou la plongée.
Elles peuvent être agréées par des fédérations nationales comme la Fédération française de voile ou Sail Canada (en).